# Ashes Divide
Ashes Divide (a veces escrito como ASHES dIVIDE como indica su logo) es una banda de rock estadounidense formada por el guitarrista Billy Howerdel, quién también fundó A Perfect Circle. Howerdel es el principal compositor, músico, productor y vocalista de la banda.
El primer sencillo de la banda, "The Stone" hizo su aparición en radio el 22 de enero de 2008, precediendo a su álbum debut, Keep Telling Myself It's Alright, cuyo lanzamiento se produjo el 8 de abril de ese mismo año. El álbum cuenta con las colaboraciones especiales de Josh Freese en la batería, Devo Keenan, hijo de Maynard, en el violonchelo, la exbajista de A Perfect Circle Paz Lenchantin en dos canciones, Johnette Napolitano de Concrete Blonde en las ayudas vocales y de producción, Matt Skiba de Alkaline Trio en la producción vocal y el batería Dean Sainz que acompaña a Josh en la canción "Ritual".
La formación para la gira consta de Jeff Friedl en la batería, Matt McJunkins con el bajo, Andy Gerold como guitarra y Adam Monroe, famoso en la red por su técnica en el piano y teclados.
Ashes Divide también ha participado en el escenario principal del Projekt Revolution 2008, evento anual organizado por Linkin Park, así como actuaciones junto a Stone Temple Pilots y Filter en el K-rock's Return of the Rock.

## Discografía

### Álbumes de estudio
- 2008: Keep Telling Myself It's Alright

### Sencillos
| Año                                    | Sencillo    | US Main. | US Mod. | Álbum                            |
| -------------------------------------- | ----------- | -------- | ------- | -------------------------------- |
| 2008                                   | "The Stone" | 7        | 10      | Keep Telling Myself It's Alright |
| 2008                                   | "The Prey"  | —        | —       | Keep Telling Myself It's Alright |
| 2008                                   | "Enemies"   | —        | —       | Keep Telling Myself It's Alright |
| "—" denota que no entró en los charts. |             |          |         |                                  |